# Hydropsyche jordanensis
Hydropsyche jordanensis là một loài Trichoptera trong họ Hydropsychidae. Chúng phân bố ở miền Cổ bắc.